# Broome, New York
Broome är en kommun (town) i Schoharie County i delstaten New York i USA. Kommunen hade vid 2000 års folkräkning 947 invånare. Den har enligt United States Census Bureau en area på 124,5 km². Kommunen har fått sitt namn efter politikern John Broome.
Kommunen ligger i östra delen av Schoharie County, sydväst om Albany.